# Fred Utton
Fred Utton (ur. 9 kwietnia 1873 w Lambeth, zm. 23 stycznia 1939 w Toronto) – kanadyjski strzelec. Brał udział w strzelaniu z karabinu dowolnego z 1000 jardów na Letnich Igrzyskach Olimpijskich 1908 i zajął ex aequo 9. miejsce.